# Shawn Elliott
Shawn Elliott est un chanteur américain. Il n'a sorti qu'un album ...Tears Is for the Damned... dont les deux chansons les plus connues sont Child Is Father to the Man et Dry Your Tears. Il a également été acteur à partir de 1975.